# Etelä-Shäddehvärri
Etelä-Shäddehvärri är ett berg i Finland.   Det ligger i den ekonomiska regionen Norra Lappland och landskapet Lappland, i den norra delen av landet, 1 000 km norr om huvudstaden Helsingfors. Toppen på Etelä-Shäddehvärri är 350 meter över havet.
Terrängen runt Etelä-Shäddehvärri är huvudsakligen lite kuperad.  Trakten runt Etelä-Shäddehvärri är nära nog obefolkad, med mindre än två invånare per kvadratkilometer. Det finns inga samhällen i närheten. 